# Zespół pojedynczego środkowego siekacza szczęki
Zespół pojedynczego środkowego siekacza szczęki (ang. solitary median maxillary central incisor syndrome, SMMCI syndrome) – kompleks wad wrodzonych, na który składają się mnogie wady przede wszystkim środkowych części ciała, spowodowane działaniem in utero nieznanego czynnika (czynników) najprawdopodobniej między 35. a 38. dniem od zapłodnienia. Częstość zespołu określa się na 1:50 000 urodzeń. Etiologia jest nieznana; mutacje zmiany sensu w genie SHH w locus 7q36 mogą być związane z niektórymi przypadkami. Zęby w SMMCI różnią się od prawidłowych tym, że ich korony są symetryczne, ząb (zarówno mleczny jak i stały) wyrzyna się dokładnie w linii środkowej łuku zębowego szczęki. Często stwierdza się współwystępowanie wady z malformacjami nosa (atrezją nozdrzy tylnych, stenozą otworu gruszkowatego – w ponad 90% przypadków). Obecność SMMCI może przyczynić się do rozpoznania tych wad, a także poważnego zespołu wad jakim jest holoprozencefalia. Z SMMCI mogą występować: łagodne lub ciężkie upośledzenie umysłowe (50%), niskorosłość (50%), wrodzone wady serca (25%), rozszczep wargi i (lub) podniebienia oraz (rzadziej) mikrocefalia (33%), niedoczynność przysadki (25%), hipoteloryzm (45%), zez zbieżny, atrezja przełyku, atrezja dwunastnicy (10%), półkręgi w odcinku szyjnym, torbiel naskórkowa szyi, niedoczynność tarczycy, skolioza, agenezja nerki, mikropenis i obojnacze narządy płciowe zewnętrzne. Rozpoznanie stawiane jest zazwyczaj w wieku 8 miesięcy, gdy dziecko ząbkuje, ale możliwe jest postawienie diagnozy na podstawie stwierdzenia skojarzonych wad w okresie noworodkowym lub nawet prenatalnym w USG wykonanym między 18. a 22. tygodniem ciąży. Leczenie i rokowanie zależy przede wszystkim od współistniejących wad; sam SMMCI może być doskonale skorygowany ortodontycznie i chirurgicznie.